# Марбери, Стефон
Сте́фон Хавье́р Ма́рбери (англ. Stephon Xavier Marbury; родился 20 февраля 1977 года в Бруклине, Нью-Йорк, США) — американский баскетболист и тренер. Был выбран под 4-м номером на драфте НБА 1996 года командой «Милуоки Бакс». Бронзовый призёр Олимпийских игр 2004 года в Афинах.

## Профессиональная карьера

### «Миннесота Тимбервулвз» (1996—1999)
После того как Марбери был выбран на драфте НБА 1996 года под 4-м номером командой «Милуоки Бакс» он был обменян в команду «Миннесота Тимбервулвз» на Рэя Аллена, выбранного на том же драфте под 5-м номером, а также на будущий драфт-пик в 1-м раунде, кем впоследствии оказался Дэнни Фортсон. В свой первый сезон в лиге Мабрери набирал в среднем за матч 15,8 очков и делал 7,8 результативных передач. В отличие от других легендарных защитников Коби Брайанта и Рэя Аллена, попавших во 2-ю сборную новичков НБА 1997 года, он попал в 1-ю сборную новичков НБА наравне с Алленом Айверсоном. Марбери и на год раньше выбранный Кевин Гарнетт выводили «Миннесоту» в плей-офф НБА в 1997 и 1998 годах.
В укороченном из-за локаута сезоне 1998/1999 Агент Марбери, Дэвид Фолк, потребовал чтобы его клиента обменяли в другую команду. Марбери сказал, что он хочет быть ближе к своей семье и друзьям. Некоторые корреспонденты называли главными причинами его перехода то, что Марбери не нравилась Миннесота и то, что ему не нравился новый контракт Кевина Гарнетта, по которому тот получал значительно больше, чем Стефон. Так или иначе он был продан в «Нью-Джерси Нетс» в результате трёхстороннего обмена, по которому Брэндон Террелл отправился из «Милуоки Бакс» в «Миннесоту», а Сэм Касселл проследовал по маршруту из «Нью-Джерси» в «Милуоки».

### «Нью-Джерси Нетс» (1999—2001)
Именно в «Нью-Джерси Нетс» Марбери начал превращаться в супер звезду НБА. В 2000 году он попал в 3-ю сборную всех звёзд НБА, а также в 2001 году принял участие в матче всех звёзд, где совершил 2 решающих броска и помог выиграть команде всех звёзд Восточной конференции. 13 февраля 2001 года Марбери набрал рекордные для себя 50 очков в проигранном в овертайме матча против «Лос-Анджелес Лейкерс». Однако несмотря на его личные достижения, «Нетс» ни разу не смогли выйти в плей-офф с ним.

### «Финикс Санз» (2001—2004)
В межсезонье 2001 года вместе с Джонни Ньюменом и Сумайла Самаке он был обменян в «Финикс Санз» на Джейсона Кидда. Играя за «Санз», Марбери 2-й раз принял участие в матче всех звёзд и снова попал в 3-ю сборную всех звёзд НБА. В составе «Финикса» Марбери играл вместе с лучшим новичком в НБА 2003 года Амаре Стадемайером и участником матча всех звёзд 2013 года Шоном Мэрионом, таким образом образовав большое трио. В 2003 году «Санз», ведомое тройкой игроков смогли пробиться в плей-офф, однако вылетели в 1-м раунде проиграв «Сан-Антонио Спёрс».

### «Нью-Йорк Никс» (2004—2009)
5 января 2004 года состоялся большой обмен между «Финикс Санз» и «Нью-Йорк Никс». Состав «Никс» пополнили Марбери, Анферни Хардуэй и Цезаре Трыбаньски, взамен «Санз» получили в своё распоряжение Изли Ховарда, Чарли Уорда, Антонио Макдайесса, Мацея Лямпе, права на Милоша Вуянича и выборы в 1-м раунде драфта 2004 и 2010 года. Марбери был очень рад этому обмену, так как он вырос в Нью-Йорке и с детства болел за «Никс».
Марбери принимал участие в летних Олимпийских играх 2004 года, где впервые в своей история сборная США, составленная целиком из игроков НБА, не выиграла золотые медали Олимпиады. Марбери вместе со своей сборной довольствовались лишь бронзовой медалью, проиграв в полуфинале сборной Аргентины. Несмотря на неудовлетворительное выступления своей сборной Марбери набрал рекордные 31 очко для игроков из США на Олимпийских играх в игре против сборной Испании (позже этот рекорд побил Кармело Энтони в 2012 году, набрав 37 очков).
В сезоне 2005—2006 Марбери конфликтовал с главным тренером команды Ларри Брауном. «Никс» закончили сезон с худшим результатом в своей истории начиная с сезона 1985—1986, победив всего лишь в 23-х матчах и проиграв в 59-и матчах соответственно. Марбери не скрывал своего недовольства Ларри Брауном. Открытая вражда между игроком и его тренером во многом определило отставку последнего по окончании сезона. Следующим главным тренером «Нью-Йорк Никс» стал легендарный в прошлом разыгрывающий защитник «Детройт Пистонс», а в то время президент «Никс» Айзея Томас, он смог предотвратить дальнейшее падение «Нью-Йорка» и выиграл с клубом 33-и матча вместо прошлогодних 23-х побед. Несмотря на то, что Марбери имел менее впечатляющую статистику, чем в предыдущие годы, некоторые эксперты заявляли, что Стефан является ключевым игроком для дальнейшего восстановления команды.

## КБА
В январе 2010 года было объявлено, что игрок подписал контракт с клубом китайской баскетбольной ассоциации «Шаньси Чжунъюй». В первой игре Стефон, несмотря на радикальную смену часовых поясов, за 28 минут на площадке набрал 15 очков, 4 подбора, отдал 8 результативных передач, а также 4 перехвата. В 15 играх в среднем игрок набирал 22,9 очков, отдавал 9,5 передач и совершал 2,6 перехватов, однако это не помогло «Шаньси» выйти в плей-офф. Позднее Марбери принял участие в Матче всех звёзд КБА, в котором играли Север и Юг, и сверхудачно выступил, набрав 30 очков и отдав 10 результативных передач в составе сборной Севера. Его выступление принесло игроку титул MVP Матча всех звёзд. В июле 2010 года Марбери согласовал условия трехлетнего контракта с клубом, однако уже в декабре 2010 года покинул команду и присоединился к другой, на этот раз «Фошань Дралайонс». Как и в предыдущем сезоне, Марбери был включён в стартовую пятёрку Матча всех звёзд-2011, однако команда вновь не попала в плей-офф.
В 2011 году игрок вновь сменил клуб, переехав в Пекин, где присоединился к «Бэйцзин Дакс». В сезоне 2011-12 чемпионата Китая Марбери и «Пекинские утки» установили новый рекорд, выиграв 13 стартовых матчей чемпионата. Игрок вновь сыграл в Матче всех звёзд-2012, но на этот раз его команда вышла в плей-офф. В серии против «Шаньси» игрок набирал в среднем 45 очков за матч и привёл «уток» к первому в истории команды финалу, в котором встретился с семикратным чемпионом Китая «Гуандун Саузерн Тайгерс». Потрясающая игра Марбери (41 очко в финале) позволила его клубу одержать первую победу и титул чемпиона Китая.

## Статистика

### Статистика в НБА
| Сезон                                                                                    | Команда    | Регулярный сезон | Регулярный сезон | Регулярный сезон | Регулярный сезон | Регулярный сезон | Регулярный сезон | Регулярный сезон | Регулярный сезон | Регулярный сезон | Регулярный сезон | Регулярный сезон | Серия плей-офф | Серия плей-офф | Серия плей-офф | Серия плей-офф | Серия плей-офф | Серия плей-офф | Серия плей-офф | Серия плей-офф | Серия плей-офф | Серия плей-офф | Серия плей-офф |
| Сезон                                                                                    | Команда    | GP               | GS               | MPG              | FG%              | 3P%              | FT%              | RPG              | APG              | SPG              | BPG              | PPG              | GP             | GS             | MPG            | FG%            | 3P%            | FT%            | RPG            | APG            | SPG            | BPG            | PPG            |
| ---------------------------------------------------------------------------------------- | ---------- | ---------------- | ---------------- | ---------------- | ---------------- | ---------------- | ---------------- | ---------------- | ---------------- | ---------------- | ---------------- | ---------------- | -------------- | -------------- | -------------- | -------------- | -------------- | -------------- | -------------- | -------------- | -------------- | -------------- | -------------- |
| 1996/97                                                                                  | Миннесота  | 67               | 64               | 34,7             | 40,8             | 35,4             | 72,7             | 2,7              | 7,8              | 1,0              | 0,3              | 15,8             | 3              | 3              | 39,0           | 40,0           | 30,0           | 60,0           | 4,0            | 7,7            | 0,7            | 0,0            | 21,3           |
| 1997/98                                                                                  | Миннесота  | 82               | 81               | 38,0             | 41,5             | 31,3             | 73,1             | 2,8              | 8,6              | 1,3              | 0,1              | 17,7             | 5              | 5              | 41,8           | 30,6           | 28,0           | 78,3           | 3,2            | 7,6            | 2,4            | 0,0            | 13,8           |
| 1998/99                                                                                  | Миннесота  | 18               | 18               | 36,7             | 40,8             | 20,5             | 72,4             | 3,4              | 9,3              | 1,6              | 0,3              | 17,7             | Не участвовал  | Не участвовал  | Не участвовал  | Не участвовал  | Не участвовал  | Не участвовал  | Не участвовал  | Не участвовал  | Не участвовал  | Не участвовал  | Не участвовал  |
| 1998/99                                                                                  | Нью-Джерси | 31               | 31               | 39,8             | 43,9             | 36,7             | 83,2             | 2,6              | 8,7              | 1,0              | 0,1              | 23,4             | Не участвовал  | Не участвовал  | Не участвовал  | Не участвовал  | Не участвовал  | Не участвовал  | Не участвовал  | Не участвовал  | Не участвовал  | Не участвовал  | Не участвовал  |
| 1999/00                                                                                  | Нью-Джерси | 74               | 74               | 38,9             | 43,2             | 28,3             | 81,3             | 3,2              | 8,4              | 1,5              | 0,2              | 22,2             | Не участвовал  | Не участвовал  | Не участвовал  | Не участвовал  | Не участвовал  | Не участвовал  | Не участвовал  | Не участвовал  | Не участвовал  | Не участвовал  | Не участвовал  |
| 2000/01                                                                                  | Нью-Джерси | 67               | 67               | 38,2             | 44,1             | 32,8             | 79,0             | 3,1              | 7,6              | 1,2              | 0,1              | 23,9             | Не участвовал  | Не участвовал  | Не участвовал  | Не участвовал  | Не участвовал  | Не участвовал  | Не участвовал  | Не участвовал  | Не участвовал  | Не участвовал  | Не участвовал  |
| 2001/02                                                                                  | Финикс     | 82               | 80               | 38,9             | 44,2             | 28,6             | 78,1             | 3,2              | 8,1              | 0,9              | 0,2              | 20,4             | Не участвовал  | Не участвовал  | Не участвовал  | Не участвовал  | Не участвовал  | Не участвовал  | Не участвовал  | Не участвовал  | Не участвовал  | Не участвовал  | Не участвовал  |
| 2002/03                                                                                  | Финикс     | 81               | 81               | 40,0             | 43,9             | 30,1             | 80,3             | 3,2              | 8,1              | 1,3              | 0,2              | 22,3             | 6              | 6              | 45,3           | 37,5           | 22,7           | 75,8           | 4,0            | 5,7            | 1,2            | 0,0            | 22,0           |
| 2003/04                                                                                  | Финикс     | 34               | 34               | 41,5             | 43,2             | 31,4             | 79,5             | 3,4              | 8,3              | 1,9              | 0,1              | 20,8             | Не участвовал  | Не участвовал  | Не участвовал  | Не участвовал  | Не участвовал  | Не участвовал  | Не участвовал  | Не участвовал  | Не участвовал  | Не участвовал  | Не участвовал  |
| 2003/04                                                                                  | Нью-Йорк   | 47               | 47               | 39,1             | 43,1             | 32,1             | 83,3             | 3,1              | 9,3              | 1,4              | 0,1              | 19,8             | 4              | 4              | 43,5           | 37,3           | 30,0           | 68,0           | 4,3            | 6,5            | 1,8            | 0,0            | 21,3           |
| 2004/05                                                                                  | Нью-Йорк   | 82               | 82               | 40,0             | 46,2             | 35,4             | 83,4             | 3,0              | 8,1              | 1,5              | 0,1              | 21,7             | Не участвовал  | Не участвовал  | Не участвовал  | Не участвовал  | Не участвовал  | Не участвовал  | Не участвовал  | Не участвовал  | Не участвовал  | Не участвовал  | Не участвовал  |
| 2005/06                                                                                  | Нью-Йорк   | 60               | 60               | 36,6             | 45,1             | 31,7             | 75,5             | 2,9              | 6,4              | 1,1              | 0,1              | 16,3             | Не участвовал  | Не участвовал  | Не участвовал  | Не участвовал  | Не участвовал  | Не участвовал  | Не участвовал  | Не участвовал  | Не участвовал  | Не участвовал  | Не участвовал  |
| 2006/07                                                                                  | Нью-Йорк   | 74               | 74               | 37,1             | 41,5             | 35,7             | 76,9             | 2,9              | 5,4              | 1,0              | 0,1              | 16,4             | Не участвовал  | Не участвовал  | Не участвовал  | Не участвовал  | Не участвовал  | Не участвовал  | Не участвовал  | Не участвовал  | Не участвовал  | Не участвовал  | Не участвовал  |
| 2007/08                                                                                  | Нью-Йорк   | 24               | 19               | 33,5             | 41,9             | 37,8             | 71,6             | 2,5              | 4,7              | 0,9              | 0,1              | 13,9             | Не участвовал  | Не участвовал  | Не участвовал  | Не участвовал  | Не участвовал  | Не участвовал  | Не участвовал  | Не участвовал  | Не участвовал  | Не участвовал  | Не участвовал  |
| 2008/09                                                                                  | Бостон     | 23               | 4                | 18,0             | 34,2             | 24,0             | 46,2             | 1,2              | 3,3              | 0,4              | 0,1              | 3,8              | 14             | 0              | 11,9           | 30,3           | 25,0           | 100,0          | 0,9            | 1,8            | 0,1            | 0,0            | 3,7            |
|                                                                                          | Всего      | 846              | 816              | 37,7             | 43,3             | 32,5             | 78,4             | 3,0              | 7,6              | 1,2              | 0,1              | 19,3             | 32             | 18             | 29,3           | 35,5           | 27,3           | 75,0           | 2,6            | 4,6            | 0,9            | 0,0            | 12,6           |
| Наведите курсор мыши на аббревиатуры в заголовке таблицы, чтобы прочесть их расшифровку. |            |                  |                  |                  |                  |                  |                  |                  |                  |                  |                  |                  |                |                |                |                |                |                |                |                |                |                |                |